# Ernst Drolinvaux
Ernst Drolinvaux (* 1917; † 1999) war ein deutscher Schriftsteller, Redakteur, Theaterkritiker sowie Autor und Regisseur von Hörspielen und Filmen.

## Leben
Ernst Drolinvaux verfasste noch während des Zweiten Weltkrieges erste Werke, die er noch unter der Britischen Militärregierung zur Aufführung brachte. Spätestens ab Anfang 1948 arbeitete er als Theaterkritiker bei der Tageszeitung Hannoversche Presse. Einer Lesung aus seinem Hörspiel Zeppelin Dora 052 in der durch die Junge Bühne veranstalteten Woche junger Autoren auf der Bühne der Hannoverschen Kammerspiele folgte die Uraufführung seines Theaterstücks Die kleine Nachtausgabe. Das von Drolinvaux als gewolltes „reines Theater“ selbst inszenierte Stück hatte Anleihen an Bertolt Brechts Dreigroschenoper genommen und sorgte bei der Erstaufführung beim Publikum für Empörung und Gelächter, während die Schauspiel-Mitglieder der Jungen Bühne das Werk feierten.
Drolinvaux' Nachdichtung des Stückes Die Perser des griechischen Dichters Aischylos, das Ende Oktober 1948 in Kiel auf den Städtischen Bühnen in der Inszenierung von Gustav Rudolf Sellner gezeigt wurde, hatte beim Publikum „außerordentliche Erfolge“.
Insbesondere in der frühen Nachkriegszeit schrieb er Hörspiele für den Nordwestdeutschen Rundfunk (NWDR), später auch für Radio Bremen (RB), beispielsweise als Drama, Krimi oder Satire. Teilweise führte er selbst Regie, teilweise Klaus Stieringer oder Hans Rosenhauer. Zu seinen Sprechern zählten beispielsweise Hannes Messemer oder Günther Neutze, während Eduard Hanisch mehrfach die Musik komponierte.
Ernst Drolinvaux wurde 1999 auf dem Städtischen Friedhof Burgwedel-Kleinburgwedel in der Region Hannover bestattet. 

## Werke (Auswahl)

### Schriften
- Elektra / Sophokles. In freier Bearbeitung von Ernst Drolinvaux, Göttingen: Dieterichsche Universitäts-Buchhandlung, [1941]
- Die Heimkehr. Ein Drama, 80 Seiten, unverkäufliche autographische [Bühnen-]Maschinenschrift, Leipzig S 3, Fockestraße 19: Der junge Bühnenvertrieb, Ralf Steyer, 1942
- ... Zeppelin ... Dora ... 0.52 ... Visionen um die Schlacht bei Cheprew, unverkäufliche [Bühnen-]Maschinenschrift, München: Drei-Fichten-Verlag, 1948
- Die Perser / Aischylos. In der Nachdichtung von Ernst Drolinvaux (= Persae), Hamburg: Marton, [1948]
- Der Gänserich. Groteske nach einem Motiv von Gogol, Hamburg: Büssow, 1958
- Hannover, in der Reihe Merian. Das Monatsheft der Städte und Landschaften, Hamburg: Hoffmann und Campe Verlag, 1963
- Ernst Drolinvau et al. Kurt Ehrhardt. Schauspieler, Regisseur, Theaterleiter (= Reihe Theater heute, Bd. 19), Velber bei Hannover: Friedrich, 1965

### Theaterstücke
- Die kleine Nachtausgabe, 1948 in Hannover uraufgeführt

### Hörspiele
- Das Märchen von Aucassin und Nicolette (50 Min.), Regie: Klaus Stieringer, NWDR, 1950
- Das Alibi, Kriminalhörspiel, 40 Minuten, Regie: Klaus Stieringer, mit Käthe Habel-Reimers, Hansi Kessler, Hannes Messemer, Ewald Gerlicher, Günther Neutze, Hermann Stelter, NWDR, 1951
- Rufnummer 97 79 02, Regie: Klaus Stieringer, NWDR, 1952
- Wie Serenissimus belieben. Ein höfisches Intermezzo, 60 Minuten, Regie: Klaus Stieringer, Komponist: Eduard Hanisch, 60 Minuten, NWDR, 1952
- Der weiße Hirsch. Ein Spiel von der Jagd nach dem Glück, Regie: Hans Rosenhauer, NWDR, 1953
- Gasam, der Händler, Märchen, 60 Minuten, Regie: Ernst Drolinvaux, NWDR, 1953
- Kleine Residenz, Satire, 60 Minuten, Regie: Klaus Stieringer, NWDR 1954
- Der Gänserich, nach einem Stück von Nikolai Gogol, 61 Minuten, Regie: Hans Rosenhauer, NWDR, 1955
- Die verlorene Aria, Regie: Klaus Stieringer, NWDR, 1955
- Die Fahrt nach Hudson Hop, Krimi, 50 Minuten, Regie: Ernst Drolinvaux, Radio Bremen, 1959

### Drehbücher
- 1973 schrieb Drolinvaux gemeinsam mit Charly Dühlmeyer, der auch Regie führte, das Drehbuch für den vom Institut für Tele- und Audiovision Becker-Film KG im Herrenhäuser Kirchweg 20 in Hannover für die ebenfalls in Hannover sitzende Varta Batterie AG produzierten Film Columbine 73. Eine moderne Harlekinade. Der im Großen Garten von Hannover-Herrenhausen gedrehte Film erschien im selben Jahr als Bildplatte der in Hamburg ansässigen Teldec. „Telefunken-Decca“ Schallplatten GmbH.[5]